# Rio Grande da Serra (ort)
Rio Grande da Serra är en ort i Brasilien.   Den ligger i kommunen Rio Grande da Serra och delstaten São Paulo, i den sydöstra delen av landet, 900 km söder om huvudstaden Brasília. Rio Grande da Serra ligger 777 meter över havet och antalet invånare är 38 161.
Terrängen runt Rio Grande da Serra är varierad. Runt Rio Grande da Serra är det ganska tätbefolkat, med 120 invånare per kvadratkilometer.. Närmaste större samhälle är Mauá, 10,6 km nordväst om Rio Grande da Serra.
I omgivningarna runt Rio Grande da Serra växer i huvudsak städsegrön lövskog.